# Estonci
Estonci (estonsko eestlased) so narod, ki prvenstveno živi na področju današnje Estonije.
Danes je okoli 1,4 milijona Estoncev. Pomembnejše manjšine so v ZDA, na Švedskem in v Kanadi.